# Skateboarding na Letnich Igrzyskach Olimpijskich 2024
Zawody w skateboardingu na Letnich Igrzyskach Olimpijskich 2024 w Paryżu odbyły się w dniach 27–28 lipca, oraz 6–7 sierpnia 2024 w Place de la Concorde. Podczas zmagań mężczyźni i kobiety rywalizowali w dwóch konkurencjach: streecie i parku. Były to drugie igrzyska, na których sportowcy powalczyli o medale w tej dyscyplinie.

## Kwalifikacje
Dostępnych było 88 miejsc kwotowych dla kwalifikujących się skateboardzistów do rywalizacji w Paryżu 2024. Narodowe Komitety Olimpijskie mogły zgłosić maksymalnie sześciu skateboardzistów (trzech mężczyzn i trzy kobiety) w każdej z dwóch dyscyplin — street i park. Kraj-gospodarz, Francja, zarezerwował cztery miejsca, po jednym na każde wydarzenie, podczas gdy taka sama kwota została zarezerwowana dla kwalifikujących się Narodowych Komitetów Olimpijskich zgodnie z zasadami uniwersalności.
Pozostała część całkowitej kwoty została przypisana dużej liczbie skateboardzistów na podstawie łącznej liczby punktów zgromadzonych na liście rankingowej Olympic World Skateboarding z dnia 24 czerwca 2024 r. Dwudziestu najlepszych kwalifikujących się skateboardzistów po trzech kolejnych okresach kwalifikacji (22 czerwca – 31 grudnia, 2022; 1 stycznia – 31 grudnia 2023 i 1 stycznia – 23 czerwca 2024) w każdej imprezie uwzględniającej płeć zostało umieszczonych na oficjalnej liście sportowców na Paryż 2024.

## Medaliści
| Konkurencja | Złoto          | Rezultat | Srebro        | Rezultat | Brąz         | Rezultat |
| Mężczyźni   |                |          |               |          |              |          |
| Street      | Yuto Horigome  | 281.14   | Jagger Eaton  | 281.04   | Nyjah Huston | 279.38   |
| Park        | Keegan Palmer  | 93.11    | Tom Schaar    | 92.23    | Augusto Akio | 91.85    |
| Kobiety     |                |          |               |          |              |          |
| Street      | Coco Yoshizawa | 272.75   | Liz Akama     | 265.95   | Rayssa Leal  | 253.37   |
| Park        | Arisa Trew     | 93.18    | Kokona Hiraki | 92.63    | Sky Brown    | 92.31    |

## Tabela medalowa
*   Gospodarz ( Francja)
| Miejsce | Reprezentacja     | Złoto | Srebro | Brąz | Razem |
| ------- | ----------------- | ----- | ------ | ---- | ----- |
| 1       | Japonia           | 2     | 2      | 0    | 4     |
| 2       | Australia         | 2     | 0      | 0    | 2     |
| 3       | Stany Zjednoczone | 0     | 2      | 1    | 3     |
| 4       | Brazylia          | 0     | 0      | 2    | 2     |
| 5       | Wielka Brytania   | 0     | 0      | 1    | 1     |
| Razem   | Razem             | 4     | 4      | 4    | 12    |